# Mark Mobius
Joseph Bernhard Mark Mobius (* 17. August 1936 in Hempstead, New York) ist ein US-amerikanischer Portfoliomanager und Managing Director der Templeton Emerging Markets Fund Inc. bei Franklin Templeton Investments. Er gilt als „Altmeister der asiatischen Aktie“ und ist ein Pionier für globale Aktieninvestments in den Schwellenländern.

## Leben
Mobius wurde als Sohn deutscher und puerto-ricanischer Eltern in Hempstead, New York, geboren. Er erwarb einen Bachelor sowie Master-Abschluss an der Boston University. Seine universitäre Laufbahn führte ihn außerdem an die Universitäten von Wisconsin, New Mexico, Kyoto und schließlich wurde ihm vom Massachusetts Institute of Technology ein Doktorgrad in Ökonomie und politischen Wissenschaften verliehen.
Mark Mobius führte ein eigenes Beratungsunternehmen in Hongkong und wurde schließlich Direktor bei der internationalen Wertpapierfirma Vickers da Costa in Hongkong. 1983 eröffnete er eine Niederlassung in Taiwan und führte von dort die Aktivitäten in Indonesien, Indien, Thailand, Korea und den Philippinen.
Von 1983 bis 1986 war Mark Mobius Direktor der International Investment Trust Company, der ersten und größten Kapitalverwaltungsgesellschaft Taiwans. 1987 holte ihn Sir John Templeton zu Franklin Templeton Investments, wo er als Vorsitzender die Verantwortung für die gesamten Schwellenmärkte-Aktivitäten übernahm. Bis 2016 verwaltete er 11 Investmentfonds mit Schwerpunkt auf die Emerging Markets und Frontier Markets und leitet 15 Büros in Schwellenländern.

## Aufmerksamkeit in der Finanzbranche und Öffentlichkeit
1999 wurde Mark Mobius von der Weltbank und der OECD zum Vorsitzenden der Investor Responsibility Taskforce des Global Corporate Governance Forums berufen. In den Medien wird er als Experte für asiatische Aktien wahrgenommen und erhielt zahlreiche Spitznamen wie zum Beispiel „Yul Brynner der Wall Street“, „Schwellenländer-Guru“ oder aufgrund seiner zahlreichen Reisen rund um den Globus „Indiana Jones der Geldanlage“. Der Portfoliomanager ist Autor verschiedener Bücher und verfasst einen eigenen Blog.
In dem Dokumentarfilm Let’s Make Money beschreibt Mobius das Geschäftsmodell seiner Auftraggeber.

## Publikationen (Auswahl)
- Mark Mobius: The investor's guide to emerging markets. 1994, ISBN 0-273-60327-2.
- Mark Mobius: Passport to Profits: Why the Next Investment Windfalls Will be Found Abroad and How to Grab Your Share,. aktualisierte Auflage. 2012, ISBN 978-1-118-15384-0.